# 17702 Криштофхарант
17702 Криштофхарант (17702 Kryštofharant) — астероїд головного поясу, відкритий 1 травня 1997 року.
Тіссеранів параметр щодо Юпітера — 3,208.